# Xavier Sabaté Caviedes

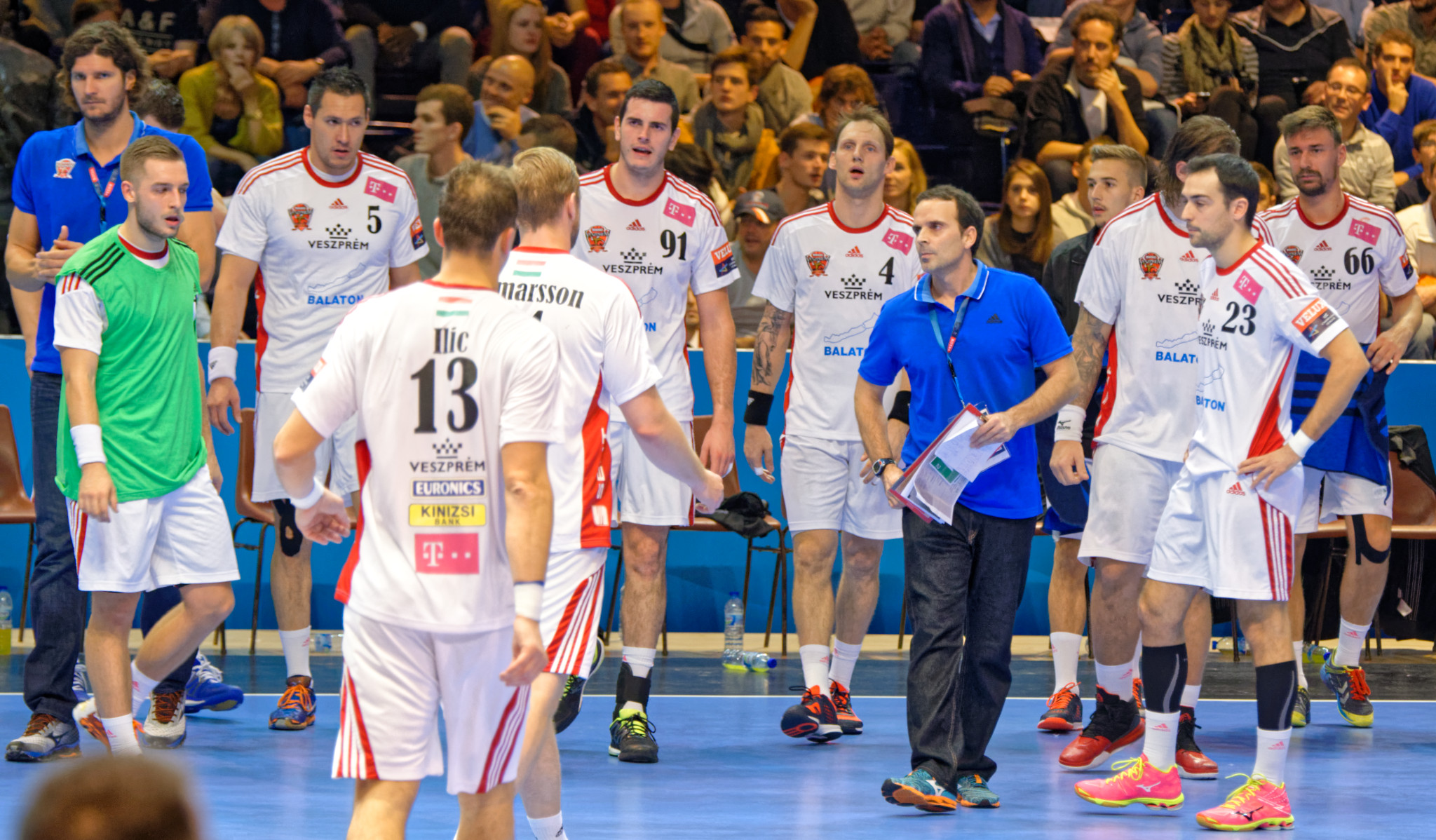
Xavi Sabaté (2015)

Javier Sabaté Caviedes (15 de agosto de 1976, Cataluña, España), también conocido como Xavier Sabaté o Xavi Sabaté, es un entrenador de balonmano y exjugador del mismo deporte y que actualmente está en el cargo del Orlen Wisła Płock
Se puso a cargo del Veszprém después de la destitución de Antonio Carlos Ortega, de quien era ayudante. En enero de 2016 fue renovado en el cargo hasta junio de 2017.
En marzo de 2016 fue elegido para sustituir a Talant Dujshebaev en la selección húngara.

## Clubes

### Entrenador
- BM Antequera Asistentes (2006-2012)
- Veszprém KSE Asistentes (2012-2015)
- Veszprém KSE (2015-2017)
- Hungría (2016-2017)
- Orlen Wisła Płock (2017-presente)